# Olmillos de Castro
Olmillos de Castro è un comune spagnolo di 308 abitanti situato nella comunità autonoma di Castiglia e León.
Oltre al capoluogo il comune comprende i centri abitati di Marquiz de Alba, Navianos de Alba e San Martín de Tábara.